# D. R. Kaprekar
Dattathreya Ramachandra Kaprekar (1905 – 1986) foi um matemático Indiano, descobridor de uma constante que leva seu nome, a constante de Kaprekar.

## Biografia
Provavelmente adquiriu um gosto pelo calculo matemático quando criança pois seu pai era um entusiasta fascinado por astronomia. Quando jovem, Kaprekar dedicou muito do seu tempo para resolver problemas matemáticos, chegou a receber um prêmio matemático chamado Wrangler R. P. Paranjpe, pela melhor matemática original, apresentada por um estudante.
Finalizou sua graduação em Matemática no ano de 1929 e foi professor de matemática no ensino secundário. Era considerado um bom professor que usava seu gosto pelo calculo para estimular os estudantes.
Os problemas matemáticos a que Kaprekar se dedicava eram considerados pelos outros matemáticos como triviais, ou seja, pouco importantes. Assim, seus trabalhos não eram normalmente publicados em revistas renomadas, mas eram conhecidos fundamentalmente no nível da matemática recreativa e dos jogos matemáticos.

## Contribuições
Uma das suas descobertas mais conhecidas, a constante de Kaprekar, foi publicada em 1946 na Madras Mathematical Conference e posteriormente, em 1953, foi publicada na revista científica Scripta Mathematica, sendo citada no artigo "Problems involving reversal of digits".
Outra de suas contribuições está o Número de Kaprekar.